# یگان آزادی بین‌المللی
گردان آزادی بین‌المللی (ترکی استانبولی: Enternasyonalist Özgürlük Taburu، کردی: Tabûra Azadî ya Înternasyonal، عربی: تابور الحرية العالمي) که به اختصار IFB یا EÖT نیز از آن یاد می‌شود گروه مسلحی است که در جبهه یگان‌های مدافع خلق و علیه داعش در جنگ داخلی سوریه می‌جنگد. این گروه تأثیر پذیرفته از تیپ‌های بین‌المللی در جنگ داخلی اسپانیا می‌باشد. ایدئولوژی‌های سیاسی این گروه شامل مارکسیسم-لنینیسم، خوجه‌ایسم، مائوئیسم و آنارشیسم می‌باشد.

## سازمان‌دهی
- نیروهای آزادی متحدانه
  -  Women's Freedom Forces
  -  Revolutionary Communard Party
  -  MLSPB-DC
    -  Betül Altindal Taburu
    -  Serpil Polat Taburu

  -  Social Insurrection
  -  Devrimci Cephe
  -  Devrimci Karargâh
  -  Revolution Party of Turkey
  -  Emek ve Özgürlük Cephesi
  -  Halkın Devrimci Güçleri
  -  PDKÖ
  -  Aziz GÜLER Özgürlük Gücü Milis Örgütü
  -  Kader Ortakaya Timi
  -  Kızılbaş Timi
  -  Mahir Arpaçay Devrimci Savaş Okulu
  -  Necdet Adalı Müfrezesi
  -  Spartaküs Timi
  -  Şehit Bedreddin Taburu
  -  Kader Ortakaya Timi
- حزب کمونیست مارکسیست - لنینیست (ترکیه)
  -  MLKP/KKÖ
- TKP/ML TİKKO
- MKP
- Reconstrucción Comunista
- TKEP/L
- اتحاد انقلابی برای همبستگی بین‌المللی
- Bob Crow Brigade
- Henri Krasucki Brigade
- نیروهای گریلای خلق‌های انقلابی بین‌الملل
  -  شورشیان کوئیر و ارتش آزادی‌بخش

## نگارخانه

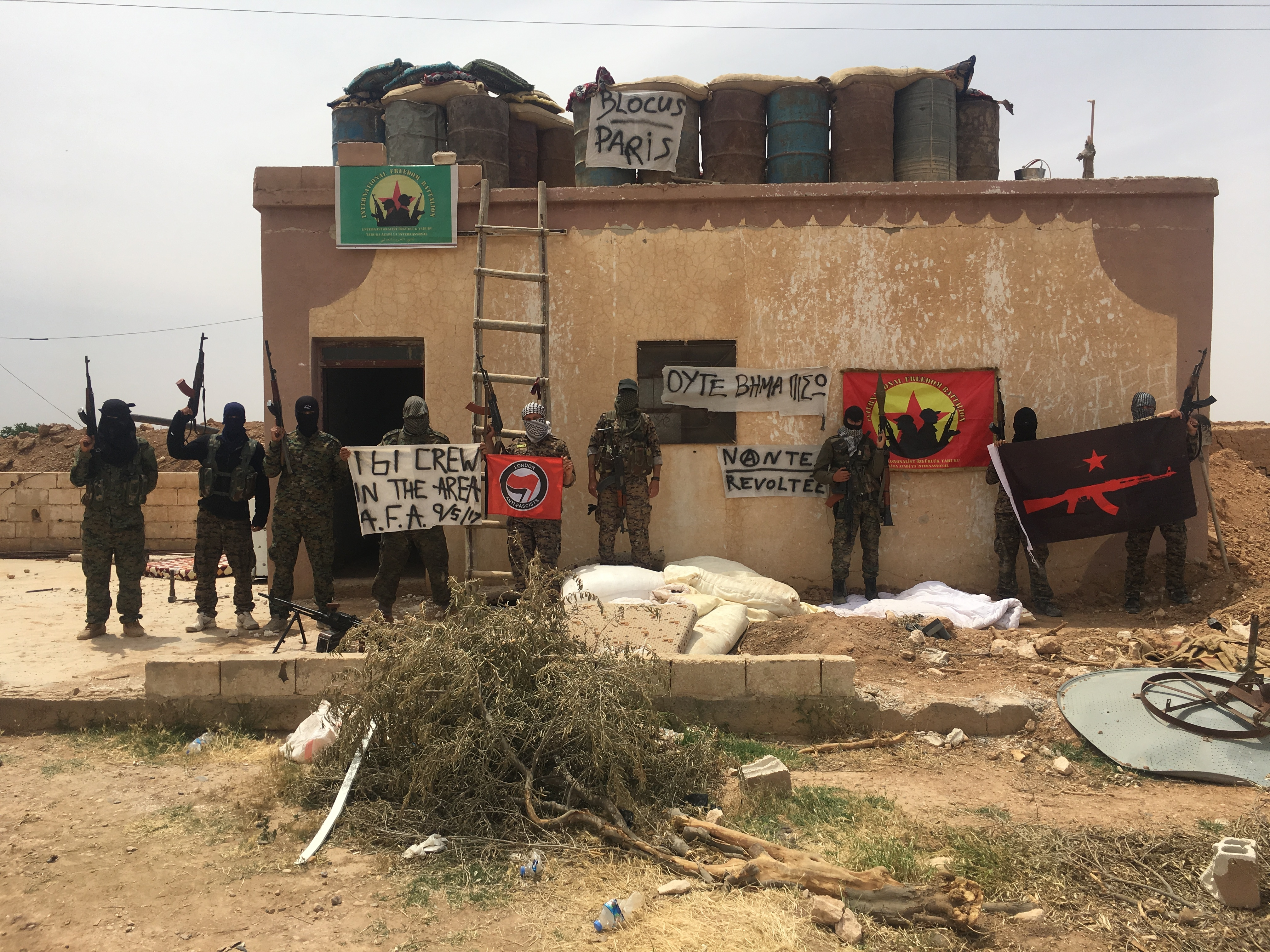
چند عضو یگان آزادی بین‌الملل از گروه‌های مختلف چپ‌گرا.
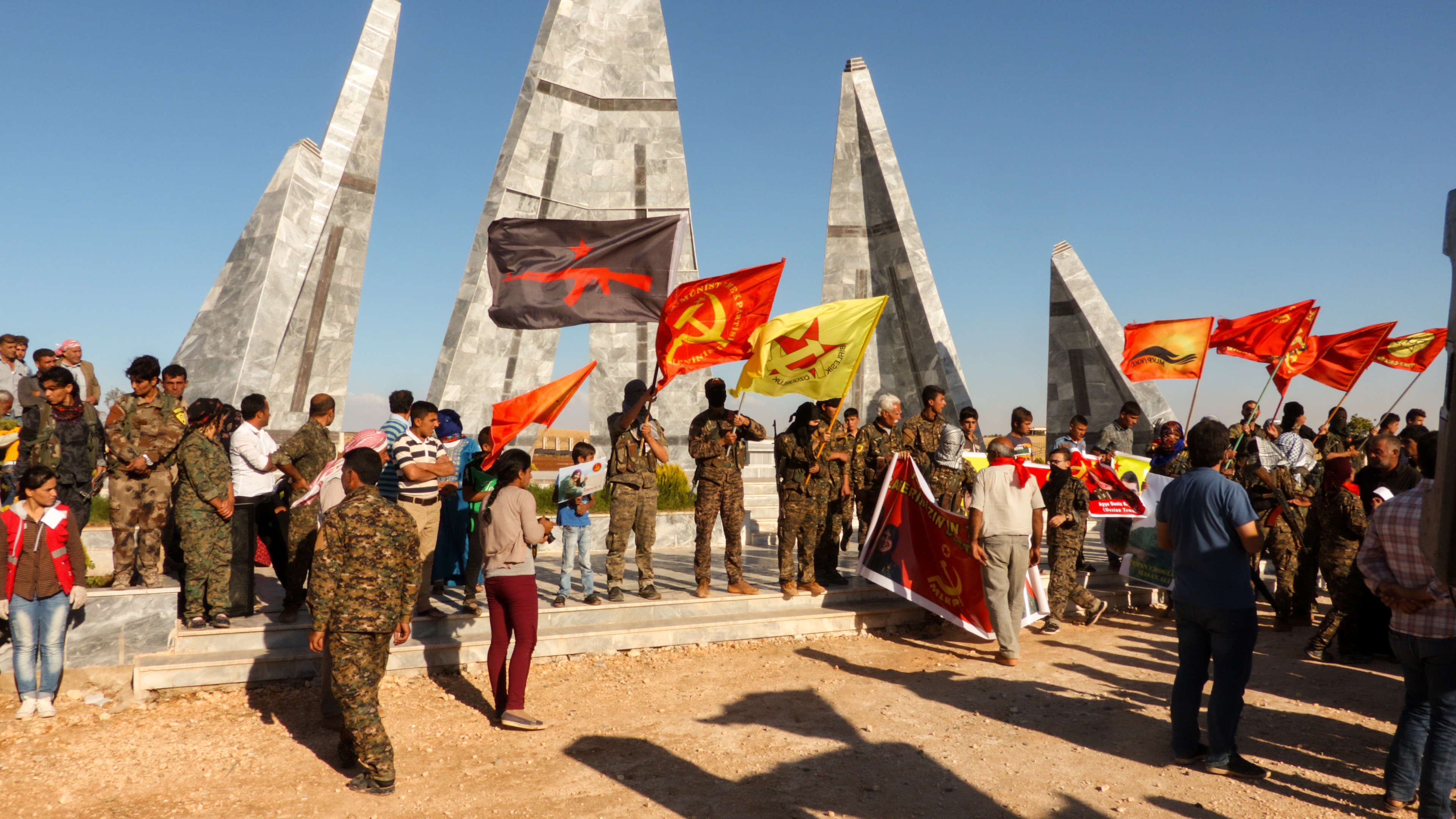
اعضای یگان آزادی بین‌المللی در حال رژه و تشییع جنازه عایشه دنیز از اعضای حزب کمونیست مارکسیست - لنینیست (ترکیه) در کوبانی.
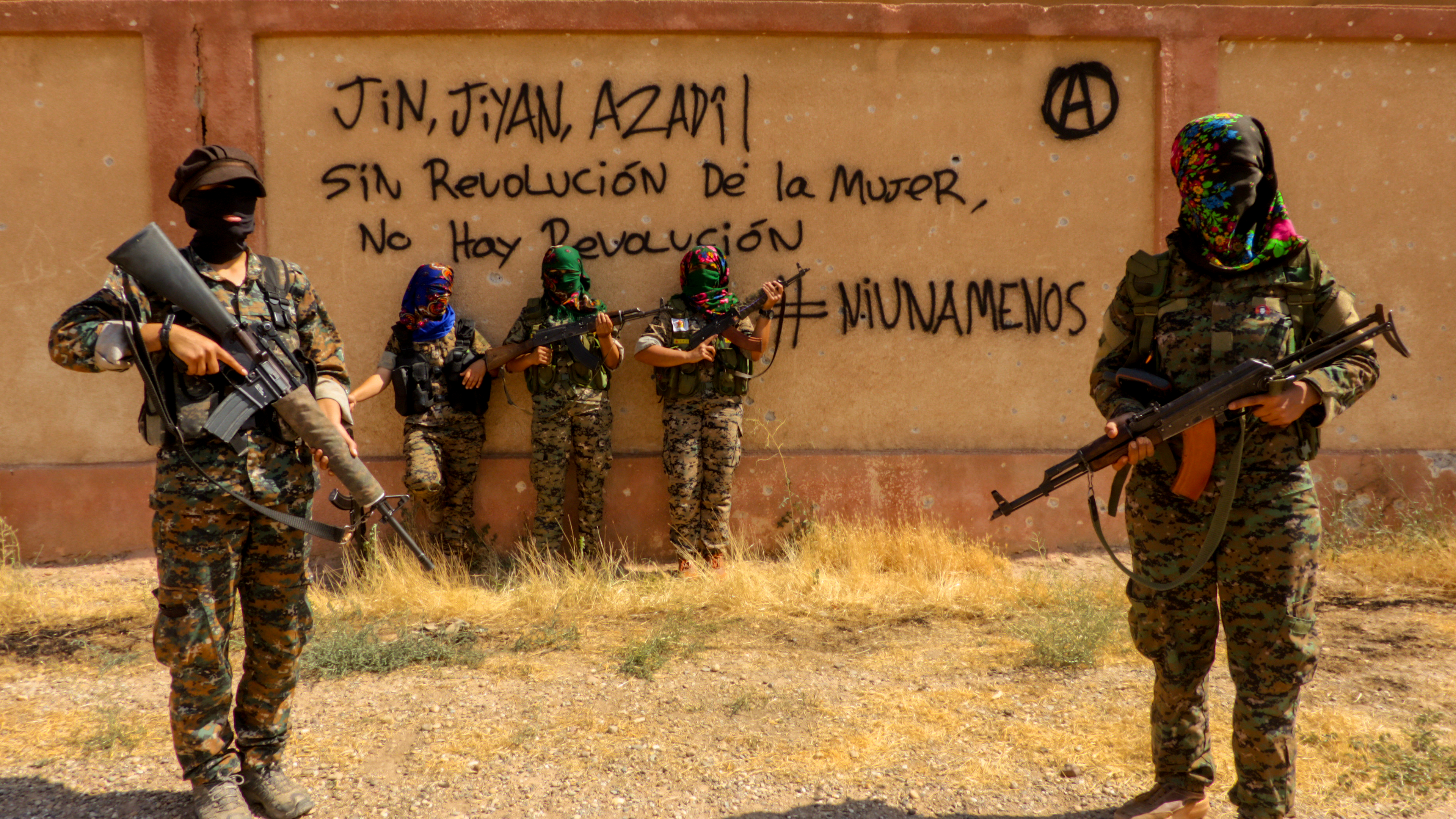
یک زن عضو یگان آزادی بین‌المللی در مسئولیت مشترک با نی اونا منوس.
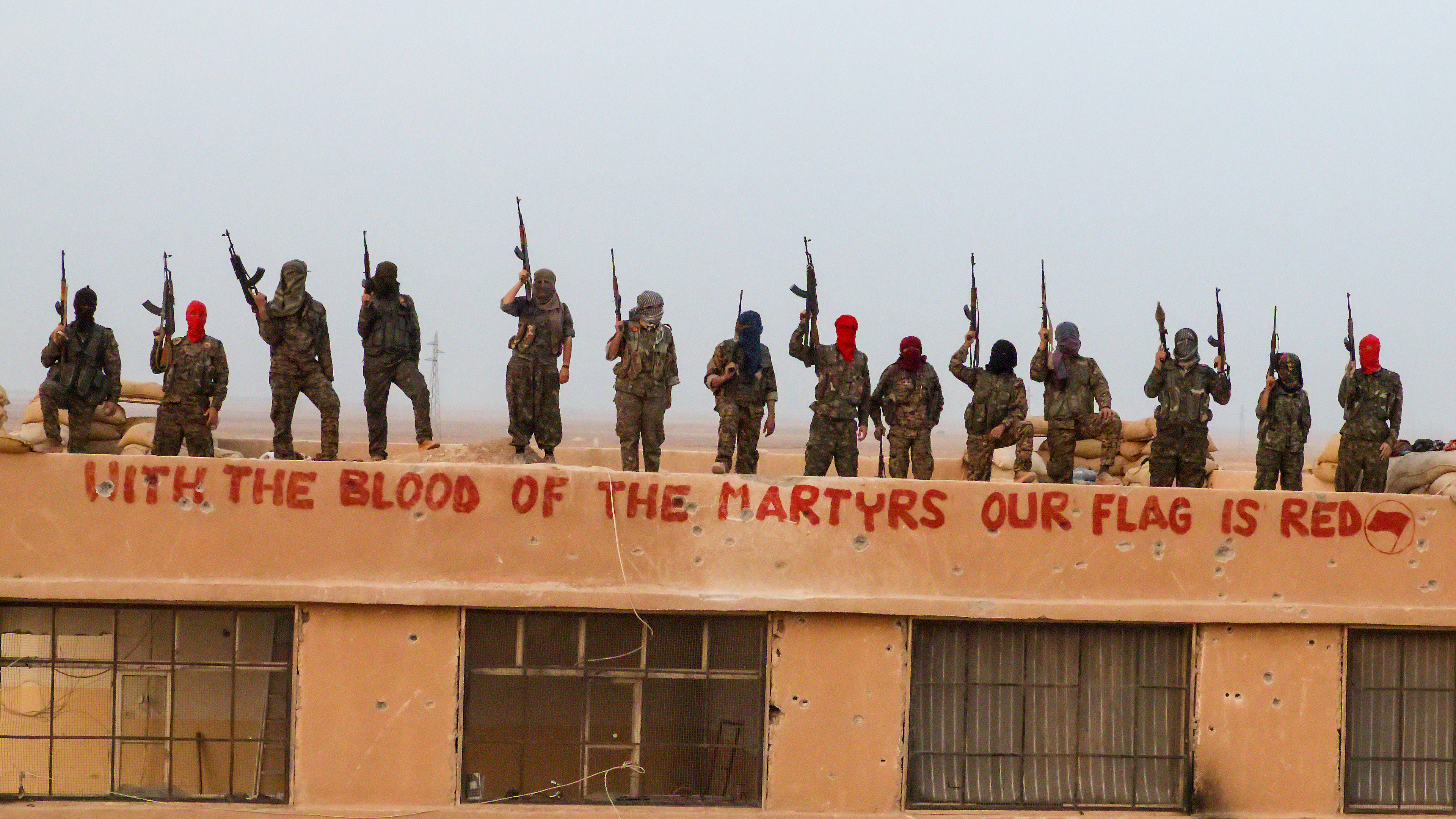
چند تن از اعضای یگان.
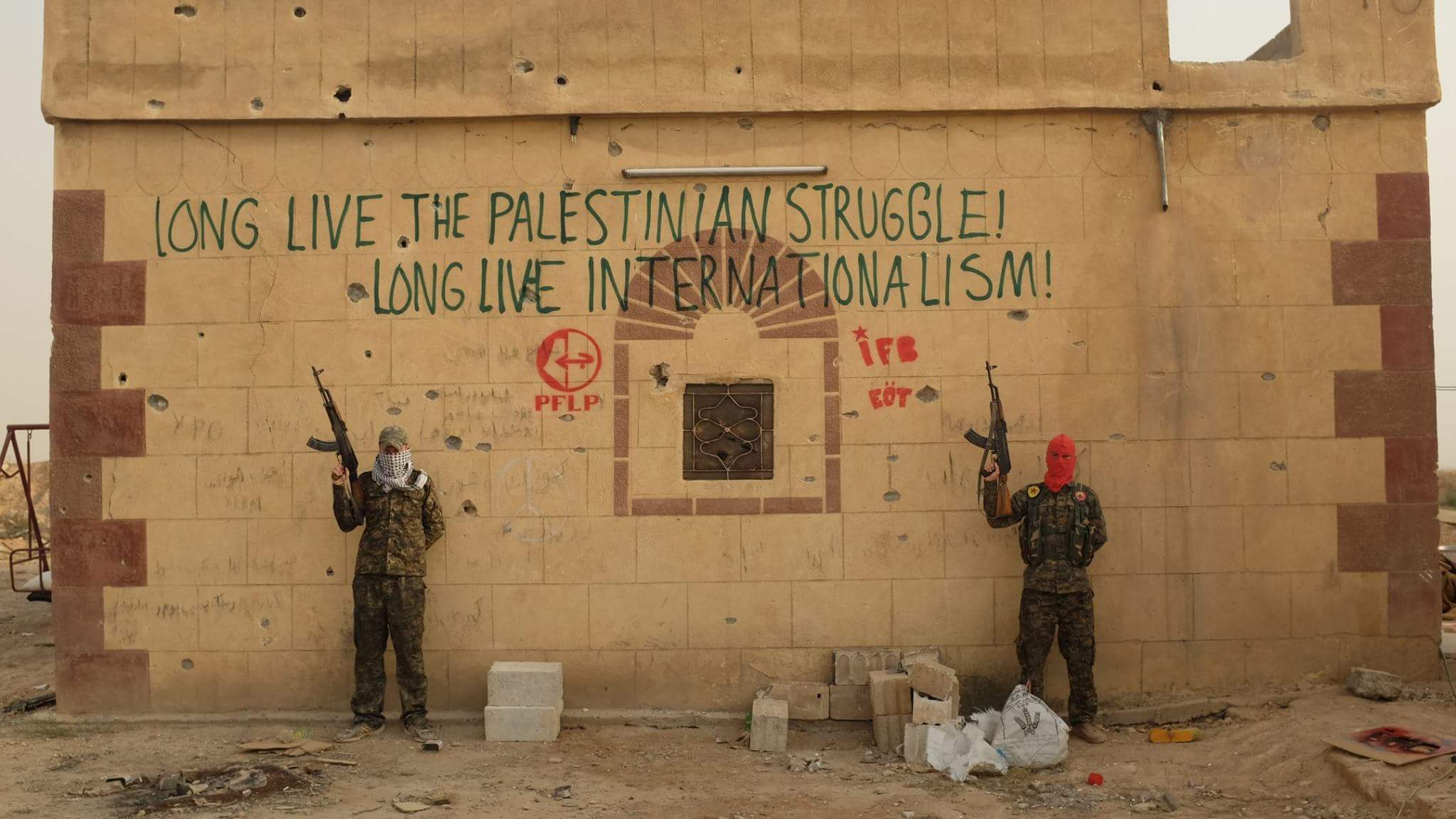
اعضای یگان آزادی بین‌المللی در مسئولیت مشترک با جبهه مردمی آزادی فلسطین.
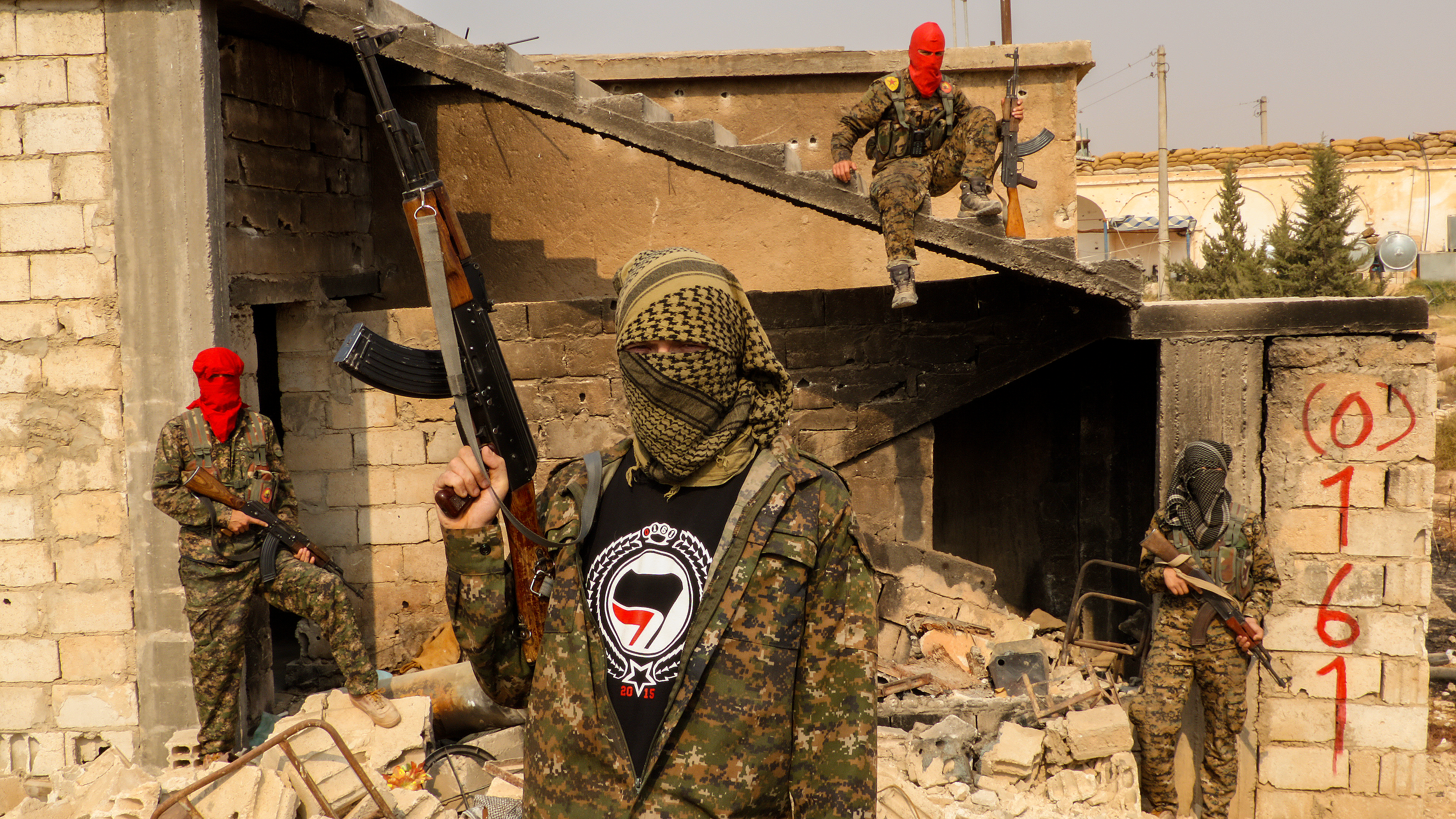
چند تن از اعضای Bob Crow Brigade.